# الطب البطولي

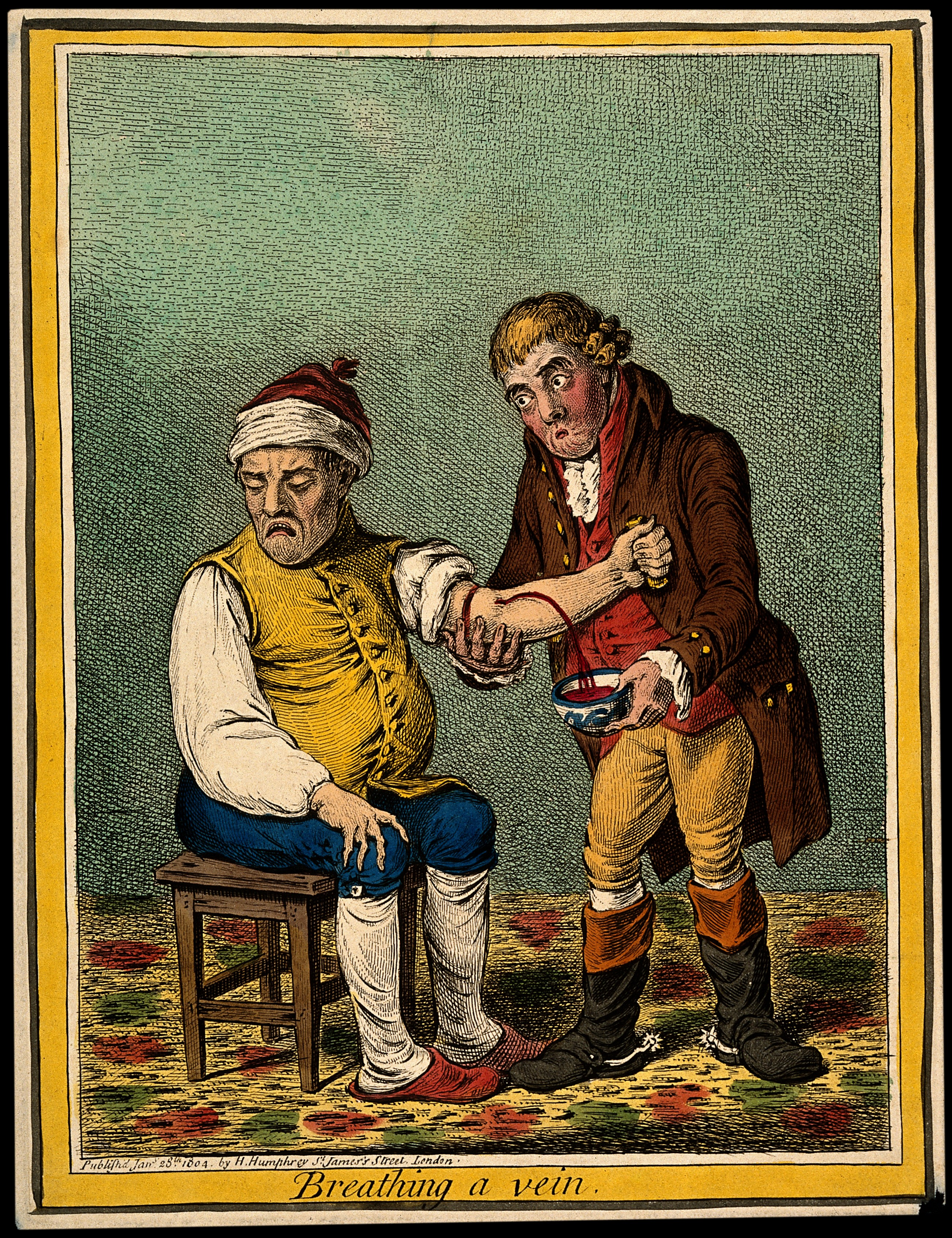

كان الطب البطولي، الذي يشار إليه أيضًا باسم نظرية الاستنزاف البطولي، طريقة علاجية تدعو إلى علاج صارم لسفك الدماء والتطهير والتعرق لصدمة الجسم مرة أخرى إلى الصحة بعد مرض ناتج عن اختلال التوازن الخلطي. يرتفع إلى مستوى الممارسة الطبية الأرثوذكسية في «عصر الطب البطولي» (1780-1850)، وقد تبين النتائج في غير صالحه في منتصف القرن التاسع عشر، حيث تبين أن العلاجات التلطيفية أكثر فعالية وحيث بدأ هذا النوع من العلاج بالتطور.